# Salsa (film)
Salsa is een romantische film uit 1988 geregisseerd door Boaz Davidson en gedistribueerd door The Cannon Group, Inc..

## Synopsis
Arbeider Rico droomt ervan om samen met zijn vriendin Vicky "de koning en koningin van salsa" te zijn. Hiervoor oefenen zij in de salsaclub "La Luna" ergens in East Los Angeles om deel te nemen aan de wedstrijd "La Luna's Grand Salsa". Wanneer Luna, de eigenares van de club, Rico als haar danspartner wil, moet hij kiezen tussen haar of zijn vriendin.

## Rolverdeling
| Acteur            | Personage |
| ----------------- | --------- |
| Robby Rosa        | Rico      |
| Rodney Harvey     | Ken       |
| Magali Alvarado   | Rita      |
| Miranda Garrison  | Luna      |
| Moon Orona        | Lola      |
| Angela Alvarado   | Vicki     |
| Loyda Ramos       | Mother    |
| Valente Rodriguez | Chuey     |
| Daniel Rojo       | Orlando   |
| Humberto Ortiz    | Beto      |
| Roxan Flores      | Nena      |
| Robert Gould      | Boss      |
| Deborah Chesher   |           |
| Debra Ortega      |           |
| Renee Victor      | Aunts     |
| Joanne Garcia     | barvrouw  |

### Gastoptredens
In de film komen heel wat bestaande artiesten voor waaronder
- Leroy Anderson
- Bobby Caldwell
- Chain Reaction
- Willie Colón
- Celia Cruz
- Mavis Vegas Davis
- Marisela Esqueda
- Grupo Latino
- La Dimencion
- Mongo Santamaria
- Kenny Ortega
- Tito Puente
- Michael Sembello
- Germán Wilkins Vélez
- The Edwin Hawkins Singers

## Nominatie
| Westrijd                     | Categorie      | Ontvanger(s) | Resultaat   | Ref.  |
| ---------------------------- | -------------- | ------------ | ----------- | ----- |
| Golden Raspberry Awards 1988 | Worst New Star | Draco Rosa   | Genomineerd | [ 3 ] |